# 祝 (リンゴ)
‘祝’（いわい、英: ‘American Summer Pearmain’）は、リンゴ（セイヨウリンゴ）の早生系栽培品種の1つである。果皮は基本的に黄緑色だが熟すと赤褐色に色づき、適度な甘さと酸味があるが、渋味もある。アメリカ合衆国原産の古い品種であり、日本へは明治初期に導入され、明治期には多く栽培されたが、現在はあまり利用されていない。

## 特徴
耐寒性はあるが温暖な気候を好み、樹勢は弱い。火傷病にかかりやすい。自家不和合性に関わるS遺伝子型はS1S20である。収穫期は早く、夏に収穫され、日本では8月上旬から下旬。果実は長円形、150–200グラムほどとやや小型である。果皮は黄緑色であるが、熟すと赤褐色の縞が入る。芳香があり、果肉は黄色、柔らかく、適度な甘さと酸味、やや渋みがある。長期貯蔵は困難であり、軟化しやすい。

## 歴史
アメリカ合衆国原産の古い品種であり、18世紀後期には北米東部に存在したと考えられている。おそらくニュージャージー州が原産地であるとされる。文献上では、1817年に本品種と考えられる記述があり、また1851年にこの品種名で記録された。
日本では、1875年（明治8年）に内務省から配布された苗木を青森県が篤農家に試作させ、それが大導寺繁禎の果樹園で初結実した。その後、明治期には盛んに栽培がされ、‘旭’（マッキントッシュ）とならぶ早生品種の代表格だった。しかし、隔年結果性や早期落果性の傾向が強いなど欠点も多く、その後はあまり栽培されなくなった。
日本で最も古い‘祝’（1878年に植栽）は、青森県柏村（現 つがる市）にあり、「日本一の古木りんご樹」として1960年に青森県の天然記念物に指定された。

## 名称
英名では、‘American Pearmain’、‘American Summer’、‘Early Summer Pearmain’、‘Summer Pippin’、‘Watkin's Early’、‘Summer Pearmain’、‘American Pippin’ともよばれる。
日本に導入された当初は「大導寺中生」、「大導寺中手」、「大中（だいなか）」、「江間中手」、「成子（なりこ、なるこ）」など、地方によって異なる名でよばれていたが、1900年（明治33年）に‘祝’に統一された。 

## 派生品種
‘祝’を交配親とする品種も存在し、‘北の幸’は種子親を‘つがる’、花粉親を‘祝’とし、‘花祝’は種子親を‘花嫁’、花粉親を‘祝’としている。